# Liste des sites Natura 2000 du Morvan
Le massif du Morvan comprend 12 sites classés dans le réseau Natura 2000, répartis sur les quatre départements de la région Bourgogne : Côte-d'Or, Nièvre, Saône-et-Loire et Yonne.

## Sites classés Natura 2000
| Appellation du site (+ Fiche Natura 2000) | Localisation Superficie et altitudes | Composition principale | Espèces d'« intérêt communautaire » présentes |
| --- | --- | --- | --- |
| Massif forestier du mont Beuvray SIC/pSIC - Fiche FR2600961                                                                                     | Sud-est de la Nièvre (75 %) Ouest de la Saône-et-Loire (25 %) (Glux-en-Glenne, Larochemillay, Saint-Léger-sous-Beuvray) 1 006 ha 442 m - 821 m                                  | Forêts mixtes Marais, tourbières Pelouses sèches, steppes                                                                                       | Écrevisse à pattes blanches • Barbastelle • Chabot • Buxbaumie verte |
| Pelouses et forêts calcicoles des coteaux de la Cure et de l'Yonne en amont de Vincelles SIC/pSIC - Fiche FR2600974                             | Sur de l'Yonne (Fontenay-près-Vézelay, Givry, Merry-sur-Yonne, Arcy-sur-Cure, Saint-Moré) 1 568 ha 110 m - 334 m                                                                | Forêts caducifoliées Pelouses sèches, steppes                                                                                                   | Cuivré des marais • Grand murin • Grand rhinolophe • Petit rhinolophe • Vespertilion à oreilles échancrées                                                                                 |
| Forêts, landes tourbières de la vallée de la Canche SIC/pSIC - Fiche FR2600982                                                                  | Ouest de la Saône-et-Loire (Saint-Prix, Roussillon-en-Morvan, La Celle-en-Morvan) 254 ha 410 m - 855 m                                                                          | Forêts mixtes Prairies semi-naturelles humides Prairies mésophiles améliorées Pelouses sèches, steppes                                          | Damier de la succise • Barbastelle • Chabot |
| Forêts riveraines et de ravins, corniches, prairies humides de la vallée de la Cure et du Cousin dans le Nord Morvan SIC/pSIC - Fiche FR2600983 | Sud-est de l'Yonne (90 %) Nord-est de la Nièvre (10 %) (Foissy-lès-Vézelay, Fontenay-près-Vézelay, Chastellux-sur-Cure, Saint-Léger-Vauban) 4 138 ha 148 m - 485 m              | Forêts mixtes Pelouses sèches, steppes Prairies semi-naturelles humides, prairies mésophiles améliorées                                         | Écrevisse à pattes blanches • Moule perlière • Barbastelle • Grand murin • Grand rhinolophe • Loutre • Petit rhinolophe • Vespertilion à oreilles échancrées • Chabot • Lamproie de Planer |
| Biotopes à écrevisses, complexe humide de fond de vallon et landes sèches de la vallée de la Dragne SIC/pSIC - Fiche FR2600986                  | Sud-est de la Nièvre (Onlay, Villapourçon, Fâchin) 1 058 ha 275 m - 750 m | Forêts caducifoliées Prairies semi-naturelles humides, prairies mésophiles améliorées Marais, bas-marais et tourbières Pelouses sèches, steppes | Écrevisse à pattes blanches • Moule perlière • Unio crassus • Chabot • Lamproie de Planer • Lamproie de rivière                                                                            |
| Ruisseaux à écrevisses du bassin de la Cure SIC/pSIC - Fiche FR2600987                                                                          | Nord-est de la Nièvre (84 %) Sud-est de la Yonne (16 %) (Lormes, Brassy, Dun-les-Places, Quarré-les-Tombes) 592 ha 280 m - 550 m                                                | Marais, bas-marais et tourbières Prairies semi-naturelles humides Prairies mésophiles améliorées Forêts caducifoliées                           | Sonneur à ventre jaune • Damier de la succise • Écrevisse à pattes blanches • Grand murin • Chabot • Lamproie de Planer                                                                    |
| Hêtraie montagnarde et tourbières du Haut Morvan SIC/pSIC - Fiche FR2600988                                                                     | Sud-est de la Nièvre (81 %) Ouest de la Saône-et-Loire (19 %) (Arleuf, Glux-en-Glenne, Saint-Prix) 1 040 ha 480 m - 870 m                                                       | Forêts mixtes Prairies semi-naturelles humides Prairies mésophiles améliorées Marais, bas-marais et tourbières                                  | Damier de la succise • Écrevisse à pattes blanches • Grand murin • Chabot |
| Tourbière du Vernay et prairies de la vallée du Vignan SIC/pSIC - Fiche FR2600989                                                               | Nord-est de la Nièvre (Saint-Brisson) 258 ha 580 m - 690 m | Forêts caducifoliées Prairies semi-naturelles humides Prairies mésophiles améliorées                                                            | Damier de la succise • Écrevisse à pattes blanches • Grand murin • Chabot • Lamproie de Planer                                                                                             |
| Étangs à litorelles et queues marécageuses, prairies marécageuses et paratourbeuses du Nord Morvan SIC/pSIC - Fiche FR2600992                   | Sud-ouest de la Côte-d'Or (58 %) Nord-est de la Nièvre (36 %) Sud-est de l'Yonne (6 %) (Saint-Andeux, Saint-Léger-Vauban, Saint-Agnan, Champeau-en-Morvan) 978 ha 350 m - 640 m | Prairies semi-naturelles humides, prairies mésophiles améliorées Forêts caducifoliées Marais, bas-marais et tourbières                          | Agrion de Mercure • Cordulie à corps fin • Gomphe serpentin • Moule perlière • Grand murin • Loutre • Ache rampante • Flûteau nageant • Chabot • Lamproie de Planer                        |
| Prairies marécageuses et paratourbeuses de la vallée de la Cure SIC/pSIC - Fiche FR2600995                                                      | Nord-est de la Nièvre (Planchez, Montsauche-les-Settons, lac des Settons) 522 ha 513 m - 598 m                                                                                  | Marais, bas-marais et tourbières Prairies semi-naturelles humides Prairies mésophiles améliorées Forêts caducifoliées                           | Agrion de Mercure • Damier de la succise • Écrevisse à pattes blanches • Moule perlière • Barbastelle • Grand murin • Chabot • Lamproie de Planer • Flûteau nageant                        |
| Forêts de ravin de la vallée de l'Oussière en Morvan SIC/pSIC - Fiche FR2600999                                                                 | Est de la Nièvre (Corancy, Planchez) 145 ha 375 m - 520 m | Forêts mixtes Marais, bas-marais et tourbières Eaux douces intérieures stagnantes et courantes                                                  | Écrevisse à pattes blanches • Chabot • Lamproie de Planer |
| Bocage, forêts et milieux humides du Sud Morvan SIC/pSIC - Fiche FR2601015                                                                      | Sud-est de la Nièvre (Luzy, Moulins-Engilbert, Saint-Honoré-les-Bains) 49 271 ha 204 m - 669 m                                                                                  | Prairies semi-naturelles humides Prairies mésophiles améliorées Forêts caducifoliées Autres terres arables Forêts de résineux                   | Sonneur à ventre jaune • Écrevisse à pattes blanches • Unio crassus • Grand murin • Petit rhinolophe • Vespertilion à oreilles échancrées                                                  |

Nota : (SIC/pSIC) Site ou proposition de Site d'Importance Communautaire

Limites du Parc naturel régional du Morvan
Massif forestier du mont Beuvray
Pelouses et forêts calcicoles des coteaux de la Cure et de l'Yonne en amont de Vincelles
Forêts, landes tourbières de la vallée de la Canche
Forêts riveraines et de ravins, corniches, prairies humides de la vallée de la Cure et du Cousin dans le Nord Morvan
Biotopes à écrevisses, complexe humide de fond de vallon et landes sèches de la vallée de la Dragne
Ruisseaux à écrevisses du bassin de la Cure
Hêtraie montagnarde et tourbières du Haut Morvan
Tourbière du Vernay et prairies de la vallée du Vignan
Étangs à litorelles et queues marécageuses, prairies marécageuses et paratourbeuses du Nord Morvan
Prairies marécageuses et paratourbeuses de la vallée de la Cure
Forêts de ravin de la vallée de l'Oussière en Morvan
Bocage, forêts et milieux humides du Sud Morvan